# Monty Python

Monty Python. Sus: Graham Chapman, Eric Idle și Terry Gilliam; jos: Terry Jones, John Cleese și Michael Palin

Monty Python, sau The Pythons, este numele colectiv al creatorilor „Monty Python's Flying Circus”, un show de comedie gen „sketch” difuzat de televiziunea britanică BBC pentru prima oară pe 5 octombrie 1969. Un total de 45 de episoade au fost realizate de-a lungul a patru sezoane. Fenomenul Python s-a dezvoltat de la emisiunea originală la ceva mult mai important ca arie și impact, incluzând turnee, cinci filme, numeroase albume, mai multe cărți și un musical, care i-au convertit pe membri inițiali în staruri de sine stătătoare.
Seria de televiziune, difuzată de BBC între 1969 și 1974, a fost concepută, scrisă și interpretată de către Graham Chapman, John Cleese, Terry Gilliam, Eric Idle, Terry Jones și Michael Palin. Structurat mai mult sau mai puțin ca un „sketch show”, dar cu o abordare inovatoare bazată pe tehnica fluxului conștiinței (ajutată de animațiile lui Terry Gilliam), a forțat limitele a ceea ce era pe atunci considerat acceptabil, atât din punctul de vedere al stilului, cât și al conținutului.
Influența grupului asupra comediei a fost deseori comparată cu influența Beatleșilor în muzică. O echipă de comedie responsabilă atât de scriere cât și de interpretare, au schimbat maniera în care artiștii întrețineau publicul. Controlul creativ al „Pitonilor” le-a permis să experimenteze cu forma și conținutul, ignorând regulile împământenite ale comediei televizate. Influența lor asupra comediei britanice de toate genurile a devenit de mulți ani evidentă, în timp ce în America a adus culoare în interpretarea unor prezentatori culți precum cei de la „Saturday Night Live” sau a influențat recentele tendințe absurdiste ale comediei televizate. În vocabularul englez a pătruns cuvântul „pythonesque” (precum kafkaesque etc.)
Există mai multe teorii privind originea numelui pitonilor, deși ei sunt de acord că singura lui însemnătate este că li s-a părut amuzant. În documentarul din 1998 „Live At Aspen” grupul a pretins că „Monty” a fost ales ca ușor sarcasm la adresa feldmareșalului Bernard Montgomery, un general britanic legendar din al doilea război mondial; având nevoie de un nume „care să sune alunecos”, au ales „Python”. În alte ocazii Idle a pretins că numele Monty aparținea unui om popular și rotofei care obișnuia să bea în pubul din localitatea sa; oamenii de acolo obișnuiau să intre în pub și să-l întrebe pe barman : „A venit deja Monty ?”, făcându-l pe Idle să rețină numele. Lăsând la o parte aceste explicații, unii consideră că Monty Bodkin, numele unui personaj care apare în mai multe cărți ale umoristului P. G. Wodehouse, a servit oarecum drept inspirație. 
Într-un sondaj din 2005 pentru a afla „The Comedian's Comedian” („Comicul ales de comici”), trei din cei șase membri au fost aleși între cei mai mari comici ai tuturor timpurilor, de către colegi și specialiști. Palin s-a clasat pe locul 30, Idle pe 21 și Cleese pe 2, doar în urma lui Peter Cook.

## Înainte de Monty Python
Palin și Jones s-au întâlnit pentru prima dată la universitatea din Oxford, în timp ce Cleese și Chapman la Cambridge. Idle a studiat de asemenea la Cambridge, dar a început cu an mai târziu decât Cleese și Chapman. Cleese l-a întâlnit pe Gilliam la New York, în timpul unui turneu al trupei de actori amatori al Universității Cambridge.
Chapman, Cleese și Idle erau membri ai teatrului amator, care îi includea pe atunci și pe viitorii „The Goodies” - Tim Brooke-Taylor, Bill Oddie și Graeme Garden - precum și pe Jonathan Lynn (co-autor a Yes Minister și Yes, Prime Minister). În timpul în care Idle a fost președintele clubului de teatru, scriitoarea feministă Germaine Greer și redactorul Clive James erau de asemenea membri. Înregistrările de atunci includ sketchuri ale lui Idle și Cleese. Sunt păstrate acum în arhivele Pembroke Players, împreună cu rolurile lui Idle în unele producții ale societății dramatice a teatrului universitar.
Membrii Python au apărut și/sau scris în următoarele spectacole înainte de a se uni pentru Monty Python's Flying Circus. În special „The Frost Report” este considerat ca cel care i-a unit pentru prima dată pe pitonii britanici, oferind un mediu în care să-și poată dezvolta stilurile particulare : 
- I'm Sorry, I'll Read That Again (radio) (1964–1973) [Cleese: actor și scenarist 
— Idle și Chapman: scenariști]
- The Frost Report (1966–1967) [Cleese: actor și scenarist 
— Idle: autor al monologurilor lui Frost — Chapman, Palin și Jones: scenariști]
- At Last the 1948 Show (1967) [Chapman & Cleese: scenariști și actori — Idle: scenarist]
- Twice a Fortnight (1967) [Palin & Jones: actori și scenariști]
- Do Not Adjust Your Set (1967–1969) [Palin, Jones & Idle: actori și scenariști 
— Gilliam: animația — Bonzo Dog Band: interludii muzicale]
- We Have Ways of Making You Laugh (1968) [Idle: actor și scenarist — Gilliam: animație]
- How to Irritate People (1968) [Cleese & Chapman: actori și scenariști — Palin: actor]
- The Complete and Utter History of Britain (1969) [Palin & Jones: actori și scenariști]
- Doctor in the House (1969) [Cleese & Chapman: scenariști]

În multe dintre acestea au colaborat alți interpreți și scriitori comici britanici, incluzându-i pe Ronnie Corbett, Ronnie Barker, Tim Brooke-Taylor, Graeme Garden, Bill Oddie, Marty Feldman, Jonathan Lynn, David Jason și David Frost.
În urma succesului de care s-a bucurat „Do Not Adjust Your Set” („Nu vă reglați televizorul”) (care inițial trebuia să fie o emisiune pentru copii) în rândul publicului adult, ITV le-a oferit lui Palin, Jones, Idle și Gilliam propria serie. În același timp Cleese și Chapman au primit o ofertă de la BBC, cei de acolo fiind impresionați de munca lor la „The Frost Report” și „At Last The 1948 Show”. Cleese nu era de acord cu ideea unui „two-man show” din mai multe motive, inclusiv pretinsa personalitate dificilă a lui Chapman. Cleese rămăsese cu amintiri plăcute de pe urma colaborării cu Palin, așa că l-a invitat pe acesta să facă parte din echipa lor. Cu seria ITV în perioada pre-producere, Palin a acceptat și a sugerat participarea coscenaristului Jones și colegului său Idle - care la rândul lor au sugerat că Gilliam ar trebui să se ocupe de animații pentru emisiunea proiectată. S-a vorbit mult pe marginea faptului că Monty Python este rezultatul dorinței lui Cleese de a lucra alături de Palin, și de hazardul care a contribuit la reunirea celor șase membri.

## Flying Circus și stilul Python
The Pythons aveau o idee foarte clară privind ceea ce vor să obțină în emisiunea lor. Erau cu toții admiratori ai muncii lui Peter Cook, Alan Bennett, Jonathan Miller și Dudley Moore la „Beyond the Fringe”, și lucraseră cu Frost, care avea un stil similar. Apreciau de asemenea sketchul lui Cook și Moore „Not Only... But Also” („Nu numai... dar și”). Cu toate acestea, o problemă pe care o vedeau Pitonii era legată de conținutul sketchului, care avea să producă un efect umoristic bun, ceea ce ridica ștacheta glumei finale - cu alte cuvinte, ar fi trebuit să reducă din calitatea generală a sketchului, pentru a nu strica efectul său cu o glumă finală care să nu fie pe măsură. Au decis ca pur și simplu să nu-și încheie sketchurile în maniera tradițională, și în episoadele timpurii ale Flying Circus au făcut dese referiri la această renunțare - într-o scenă Cleese se întoarce către Idle, în timp ce sketchul se îndrepta către haos, și remarcă „Este cel mai caraghios sketch în care am jucat vreodată”, așa că toată lumea decide să nu mai continue și pleacă de pe scenă. Totuși, pe măsură ce acumulau material pentru spectacol, Pitonii l-au văzut pe unul dintre eroii lor colectivi, Spike Milligan, înregistrându-și noua emisiune „Q5” (1969). Nu numai că acea emisiune era cea mai ireverentă și anarhică de până atunci, dar Milligan deseori renunța la sketchuri pe când erau doar la jumătate, plecând pur și simplu de pe scenă (murmurând deseori „Eu am scris asta ?”). Devenise clar că noua emisiune nu va părea atât de originală, și în special Jones a insistat că Pitonii trebuie să inoveze chiar și mai mult.  
După multe dezbateri, Jones și-a amintit de o animație creată de Gilliam pentru „Do Not Adjust Your Set”, intitulată „Beware of the Elephants” („Feriți-vă de elefanți”), care îl intrigase datorită stilului ei gen „flux al conștiinței”. Jones a considerat că ar fi un concept bun de aplicat noii emisiuni : să permită sketchurilor să pătrundă unul în cealalt. Palin fusese la rândul său fascinat de altă animație a lui Gilliam, „Christmas Cards” („Felicitări de Crăciun”), și a fost de acord că reprezenta „un mod diferit de a face lucrurile”. Din moment ce Cleese, Chapman și Idle erau mai puțin preocupați de cum va decurge emisiunea per ansamblu, Jones, Palin și Gilliam au devenit responsabili pentru stilul de prezentare a Flying Circus, în care sketchuri disparate sunt conectate pentru a da impresia unui singur flux de conștiință (de multe ori folosind o animație a lui Gilliam pentru a trece de la imaginea de închidere a unui sketch la scena de deschidere a următoarei). 
Fiecare zi de scriere începea la 9 a.m. și se termina la 5 p.m.. În mod normal, Cleese și Chapman lucrau ca o pereche izolată de ceilalți, la fel ca și Jones și Palin, în timp ce Idle scria singur. După câteva zile de muncă în această formație, se reuneau cu toții (inclusiv Gilliam) pentru a-și critica scenariile și a schimba idei. Modul lor de a scrie era unul democratic. Dacă majoritatea considerau ideea a fi amuzantă, era inclusă în spectacol. Atribuirea rolurilor era de asemenea un proces lipsit de egoism, deoarece fiecare membru se vedea pe sine în primul rând un scenarist, mai degrabă decât un actor disperat după lumina reflectoarelor. Când temele sketchurilor erau în sfârșit alese, Gilliam avea carte blanche pentru a decide cum să le îmbine cu animațiile sale, înarmat fiind cu camera, foarfeca și aerograful său.
În timp ce emisiunea era rezultatul unui proces de colaborare, diferiți membri erau responsabili pentru diferite elemente ale umorului Pitonilor. În general, opera membrilor educați la Oxford era mai mult vizuală, și mai pretențioasă din punct de vedere conceptual (de exemplu sosirea neașteptată a Inchiziției spaniole în sufrageria unei case din suburbie), în timp ce operele absolvenților de la Cambridge erau mai verbale și agresive (de exemplu, numeroasele sketchuri în care Cleese și Chapman se confruntă, în care unul dintre personaje ajunge să-l intimideze sau să abuzeze de celălalt, sau personajele lui Idle cu ciudățenii verbale, precum în „The Man Who Speaks In Anagrams” („Omul care vorbește în anagrame”). Fiind întrebat despre asta, Cleese a confirmat că „majoritatea sketchurilor care prezintă abuzuri îmi aparțin mie și lui Graham, oricare începe cu un peisaj rural și muzică impresionantă îi aparține lui Mike și Terry, și orice s-a amestecat complet în cuvinte și a dispărut pe un orificiu personal îi aparține lui Eric”. Animațiile lui Gillam variau de la cele subtile la cele sălbatice - faptul că le prezenta în format de desen animat îi permitea să prezinte scene deosebit de violente, fără teamă de cenzură.
S-au propus multe nume pentru spectacol înainte să rămână „Monty Python's Flying Circus”. Printre cele mai memorabile sunt „Owl Stretching Time” („Timpul de întindere a bufnițelor”), „The Toad Elevating Moment” („Momentul de elevare a broaștelor râioase”), „Vaseline Review” („Recenzia vaselinei”) și „Bun, Wackett, Buzzard, Stubble and Boot”. „Flying Circus” („Circul zburător”) a rămas după ce BBC a explicat grupului că deja imprimase acel nume în programele lor, și că nu erau dispuși să-l schimbe. Au urmat alte variații. „Gwen Dibley's Flying Circus” a fost numit astfel după o femeie despre care Palin citise în ziar, el gândindu-se că ar fi amuzant pentru ea să descopere că avea propriul ei spectacol TV. „Barry Took's Flying Circus” (de asemenea Baron Von Took's Flying Circus) a fost un omagiu adus celui care i-a adus împreună. „Arthur Megapode's Flying Circus” a fost sugerat, dar s-a renunțat la el. Cleese a adăugat apoi „Python”, legându-l de imaginea unui individ viclean și „alunecos”. Originea exactă a lui „Monty” nu este clară.
Flying Circus a pionierat tehnici formale inovatoare, precum „deschiderea rece”, în care episodul începea fără prezentarea distribuției și anunțurile tradiționale . Un exemplu ar fi omul „It's” - Palin, îmbrăcat ca Robinson Crusoe, face o călătorie dură, trecând prin diferite terenuri, pentru a ajunge în sfârșit să se apropie de cameră, apucând să spună doar „It's...” înainte de a fi întrerupt de prezentarea titlului secvenței și cântecului specific. În alte ocazii deschiderea rece a durat până la mijlocul spectacolului, prezentarea distribuției având loc doar atunci. Uneori Pitonii au încercat să inducă în eroare telespectatorii, rulând creditele finale la mijlocul emisiunii, de cele mai multe ori continuând gluma prin prezentarea logo-ului BBC, peste care Cleese va parodia secvențe ale unor prezentatori BBC. Într-un caz creditele finale au apărut imediat după prezentarea distribuției de la începutul emisiunii. Au experimentat de asemenea cu secvențele finale, trecând abrupt la altă scenă sau animație, plecând de pe scenă, adresându-se camerei de filmat (deci rupând al patrulea zid), sau introducând un eveniment sau personaj scos complet din context. Un exemplu clasic a fost personajul „Colonelului”, interpretat de Chapman, care a pătruns în mai multe sketchuri, ordonându-le să înceteze deoarece lucrurile deveneau „far too silly” („mult prea caraghioase”). O metodă populară de a încheia sketchurile era cea de a arunca o „greutate de 16 tone” din recuzită pe unul dintre personaje, atunci când sketchul începea să-și piardă umorul, iar uneori un cavaler în armură intra pe scenă, lovindu-le pe personaje în cap cu o găină de cauciuc, înainte de a se trece la următoarea scenă. Altă metodă inovatoare de a încheia scenele era intrarea lui Cleese ca prezentator radio, spunând „And now for something completely different” („Și acum e timpul pentru ceva complet diferit”). 
Muzica specifică lui Monty Python este marșul „Liberty Bell”, compus de John Philip Sousa. Nu a fost prima opțiune a Pitonilor dar această înregistrare din arhivele BBC era în domeniul public, și deci gratis.
Folosirea animațiilor suprarealiste, de tip colaj și stop motion ale lui Gilliam a fost încă un element intertextual inovator al stilului Piton. Multe dintre imaginile folosite de Gilliam erau preluate din opere de artă faimoase, precum și din ilustrații și gravuri victoriene. Piciorul uriaș care zdrobește titlul emisiunii la finalul prezentării distribuției, este de fapt piciorul lui Cupid, decupat dintr-o reproducere a capodoperei renascentiste a lui Bronzino „Venus, Cupid, Folly, and Time”. Acest picior, și stilul lui Gilliam în general, au ajuns să fie considerate „trademarkuri” ale seriei.
Pitonii s-au bazat pe și au dus mai departe tradiția comicilor britanici de a se îmbrăca în haine specifice sexului opus. Mai degrabă decât a îmbrăca un bărbat în haine femeiești doar pentru a obține efectul comic, echipa Pitonilor (complet masculină) compunea scenete întregi pentru femei, pe care apoi le interpretau chiar ei. Astfel, într-o scenă în care era nevoie de o gospodină, unul dintre Pitoni apărea îmbrăcat de casă, cu un șorț, vorbind în „falsetto”. Deși asta accentua umorul, nu era în sine însăși gluma (efectul comic produs de schimbul de replici ar fi fost același și dacă rolul ar fi fost interpretat de către o femeie). În general, rolurile feminine au aparținut chiar unei femei - de regulă Carol Cleveland - numai atunci când situația cerea prezența unei femei atractive din punct de vedere sexual. În unele episoade și apoi în filmul „Monty Python's Life of Brian” au dus ideea cu un pas mai departe, jucând rolul unor femei care se îmbracă în haine bărbătești.
Multe dintre sketchuri au devenit binecunoscute și în afara grupului de fani pasionați ai Pitonilor, și se face referire la ele și astăzi. Câteve exemple ar fi : „The Dead Parrot” („Papagalul mort”), „The Lumberjack Song” („Cântecul tăietorului de lemne”), „Spam”, „Nudge Nudge”, „The Spanish Inquisition” („Inchiziția spaniolă”), „Upper Class Twit of the Year” („Imbecilul din clasa înaltă al anului”), „Four Yorkshiremen sketch” („Sketchul celor patru din Yorkshire”), „Cheese Shop” („Magazinul de brânzeturi”) sau „The Ministry of Silly Walks” („Ministerul Mersurilor Caraghioase”).

## Filme

### Și acum e timpul pentru ceva complet diferit (1971)
„And Now For Something Completely Different” a fost primul film al Pitonilor, compus din unele dintre cele mai bune sketchuri din primele două sezoane ale Flying Circus, refilmate cu un buget foarte mic (și schimbate puțin) pentru cinematograf. Unele sketchuri faimoase includ : „Dead Parrot”, „The Lumberjack Song”, „Upperclass Twits”, „Hell's Grannies” („Bunicuțele iadului”), și "Nudge Nudge". Finanțat de executivul Playboy UK Victor Lowndes, filmul avea drept scop popularizarea Pitonilor în America, și, cu toate că nu a avut parte de succes în acest sens, a avut încasări bune în Regatul Unit. Grupul nu a considerat filmul un succes, dar în prezent are statut de cult în rândul unora. 

### Monty Python și Sfântul Graal (1975)
Grupul (incluzându-le pe Cleese) s-a reformat în 1974 cu scopul de scrie și interpreta un film bazat pe material nou. Filmul, „Monty Python and the Holy Grail”, s-a bazat pe legenda arturiană, fiind regizat de Jones și Gilliam, cel din urmă desenând de asemenea animațiile conectoare și creditele inițiale. Împreună cu ceilalți Pitoni, Jones și Gilliam au avut mai multe roluri, dar Graham Chapman a fost cel care l-a interpretat pe regele Arthur. Holy Grail a beneficiat de un buget de aproape 150.000 de lire sterline; la această sumă s-a ajuns în parte datorită investițiilor unor trupe rock precum Pink Floyd sau Led Zeppelin - și antreprenorului din industria muzicală britanică Tony Stratton-Smith (fondator/proprietar al casei de discuri Charisma Records, unde Pitonii și-au făcut înregistrările).
Filmările au avut loc în Scoția, în special în jurul Doune Castle, Glen Coe și castelului privat Castle Stalker. Din cauza bugetului mic, în film nu s-au folosit cai. Asta a permis una dintre glumele filmului, deoarece de fiecare dată când cavalerii trebuiau să apară călărind maiestuos, personajele s-au prefăcut doar că sunt călare, în timp ce „pajii” lor loveau între ele jumătăți de nuci de cocos pentru a simula tropăitul cailor. Numele german al filmului. „Die Ritter der Kokosnuss”, este chiar bazat pe această glumă, deoarece traducerea ad litteram este „Cavalerii nucii de cocos”. Armura de zale purtată de cavaleri era de fapt lână vopsită argintiu, în timp ce numeroasele castele văzute în film erau fie Castelul Doune, filmat din unghiuri diferite, fie modele de carton în orizont - s-a speculat asta atunci când Arthur și cavalerii săi au ajuns la Camelot, toți strigând „Camelot !”, pajul lui Arthur, Patsy, remarcând atunci „E doar un model” - Arthur i-a făcut semn să tacă.
Filmările au fost în aparență neplăcute. Vremea a fost rea și „armura de zale” absorbea apa de ploaie; bugetul permitea cazarea doar în hotele de calitate scăzută, care nu dispuneau de suficientă apă caldă pentru ca membrii echipei să se spele în fiecare seară; Gilliam și Jones s-au certat între ei și cu ceilalți Pitoni; gravitatea alcoolismului lui Chapman a devenit evidentă atunci când a început să sufere de delirium tremens în timpul filmărilor. Terry Gilliam avea să spună mai târziu că „tot ce ar fi putut să meargă prost chiar a mers prost”. Pitonii își amintesc că filmările de la Holy Grail au fost singurele în care l-au văzut pe de regulă amiabilul Michael Palin pierzându-și cumpătul. Asta s-a întâmplat când Jones și Gilliam au insistat să repete de mai multe ori o scenă în care Palin interpreta un personaj numit „mâncătorul de noroi”. Scena a fost până la urmă scoasă cu totul din film. 
Filmul s-a dovedit a fi un succes, și, în 2000, cititorii revistei „Total Film” au votat „Monty Python and the Holy Grail” ca fiind al cincilea film de comedie al tuturor timpurilor.

### Viața lui Brian(1979)

Coperta DVD-ului „Life of Brian”

În urma succesului reportat de Holy Grail, un reporter l-a întrebat pe Idle care va fi titlul următorului film al Pitonilor, în ciuda faptului că echipa nici nu-și pusese încă problema unui al doilea film. Idle a replicat „Iisus Hristos - Sete de glorie”, care a devenit răspunsul standard al membrilor trupei, imediat ce și-au dat seama că închide gura reporterilor. Cu toate acestea, în scurt timp au început să cocheteze cu ideea de a face un film care să parodieze viața lui Hristos, în același fel în care precedentul îl parodia pe regele Arthur. În ciuda faptului că erau atei, au fost de acord că Iisus a fost „cu siguranță un om bun”, și nu au găsit nimic de luat în derâdere în învățăturile sale; totuși, ei aveau în comun lipsa de încredere în religia organizată, și s-au decis să creeze o satiră la adresa credulității și ipocreziei unor adepți ai unui „Mesia” fals. 
Accentul s-a pus astfel pe un individ născut în epoca lui Hristos, într-un grajd vecin, care ajunge până la urmă să fie confundat cu mesia. Când Iisus apare în film (în două momente, întâi în grajd, apoi predicând Beatitudinele - Matei 5:1-48), este interpretat în mod serios (de către actorul britanic Kenneth Colley), iar comedia începe când cei din mulțimea care îl asculta încep să audă greșit - „Blessed are the Peacemakers” („Binecuvântați sunt făcătorii de pace”) devine „blessed are the cheesemakers” („binecuvântați sunt făcătorii de brânză”), „blessed are the meek” („binecuvântați sunt cei săraci cu duhul”) devine „blessed are the Greek” („binecuvântați sunt grecii”) etc.
Echipa a decis ca munca la scenariu să fie depusă într-o sesiune de două săptămâni, departe de distragerile din Marea Britanie. Și-au ales ca destinație pentru sesiune Caraibe. După neplăcerile datorate vremii în filmul anterior, filmările au avut loc în Tunisia. În contrast cu Holy Grail, Pitonii consideră această experiență drept cea mai plăcută din activitatea lor ca grup. Impresarul Bernard Delfont s-a enervat când a citit scenariul, retrăgându-și fondurile cu puțin timp înainte de începerea filmărilor. Proiectul a fost salvat de George Harrison, care a organizat imediat „Handmade Films” pentru a finanța „Viața lui Brian” - care a primit atunci un buget de 5 milioane de lire sterline. A declarat mai târziu că a acționat astfel deoarece voia neapărat să vadă filmul. Pitonii au glumit spunând că nimeni nu a plătit mai mult pentru un bilet de cinema. 
Experimentul co-regizoratului de la Holy Grail s-a dovedit a fi un eșec, deoarece provoca fricțiune creativă. Jones a fost lăsat să regizeze singur. Deși Cleese își dorise inițial să îl joace pe Brian, restul grupului l-a ales pe Chapman, fiind impresionați de calitatea „nobilă” pe care a adus-o interpretării regelui Arthur - și apoi aveau nevoie de Cleese în alte roluri. Deși Chapman l-a jucat doar pe Brian, pe Biggus Dickus și pe unul dintre înțelepți, ceilalți membri joacă în total 40 de roluri. În „Brian” au apărut în câteva secvențe și George Harrison și Spike Milligan, în vacanță pe atunci în Tunisia; Keith Moore trebuia să apară de asemenea, dar a murit înainte de filmarea rolului său.  
Cu ocazia lansării filmului, grupuri creștine au organizat proteste împotriva acestui film, datorită a ceea ce ei percepeau drept blasfemie, în special scena finală, cântată de victimele unei crucificări colective - cântecul lui Idle „Always Look on the Bright Side of Life”. La lansarea inițială în Regatul Unit, filmul a fost interzis de mai multe consilii orășenești, chiar dacă unele nici nu aveau cinematografe. Filmul a fost interzis timp de opt ani în Republica Irlanda, și unul în Norvegia - marketingul din Suedia a prezentat filmul ca „atât de amuzant, încât a fost interzis în Norvegia !”. Filmul nu a fost lansat în Italia până în 1990, la 11 ani de la creare. Filmul nu a fost difuzat în Jersey până în 2001, și chiar și atunci unii membri ai guvernului ar fi vrut să fie permis doar adulților, cu toate că BBFC îl catalogase drept acceptabil pentru cei de la 14 ani în sus. 
Mary Whitehouse și alți activiști au distribuit pamflete la cinematografele care difuzau filmul, în mod ironic făcând publicitate în mod gratis. La puțin timp de la lansarea filmului, Cleese și Palin au apărut într-o dezbatere în cadrul emisiunii de pe BBC2 „Friday Night, Saturday Morning” („Vineri seara, sâmbătă dimineața”), în care Malcolm Muggeridge și Mervyn Stockwood, episcopul de Southwark, au pledat împotriva filmului. Cleese a menționat de mai multe ori că i-au plăcut dezbaterile, din moment ce el consideră filmul „complet defensibil din punct de vedere intelectual”. Invitat fiind la showul lui Dick Cavett în timpul controverselor, Cleese a declarat „Ori acești oameni sunt stupizi, ceea ce în mod evident nu sunt, ori au devenit atât de înfuriați încât nu mai sunt capabili să gândească bine, fiindcă n-au reușit decât să mă facă bogat”. Palin însă era în mod vizibil enervat. Această discuție a fost parodiată în „Not the Nine O'Clock News”, un sketch pe marginea unei dezbateri furioase privind „Viața lui Hristos a Sinodului general”, un film biblic acuzat că ar fi o parodie a „însuși Mesia comicilor - Domnul nostru, John Cleese”.
În ceea ce îi privește, Pitonii au susținut întotdeauna (cel mai recent în cadrul comentariului de pe DVD) că filmul este eretic mai degrabă decât blăsfemător, deoarece parodiază religia organizată, nu Dumnezeul venerat.

### Sensul vieții (1983)

Coperta DVD-ului „The Meaning of Life”

Ultimul film al Pitonilor a avut un stil asemănător cu cel din Flying Circus. O serie de sketchuri au urmărit oarecum vârstele omului de la concepție la moarte. Regizat din nou de Jones, „The Meaning of Life” este presărat cu unele dintre cele mai bizare și tulburătoare momente ale Pitonilor, precum și cu numere muzicale elaborate. Filmul este de departe cea mai neagră operă a lor, conținând violență spectaculoasă și umor negru : la timpul lansării, Pitonii au mărturisit că scopul lor a fost să ofenseze „pe absolut toată lumea”. Un film scurt realizat de Gilliam - „The Crimson Permanent Assurance” - care inițial trebuia să fie un sketch în cadrul filmului, a ajuns să fie atât de interesant încât a fost tăiat din film și folosit ca suport propriu-zis - pe video și DVD, de asemenea la televizor, filmulețul a fost folosit drept prolog la „Sensul vieții”.
Deși un succes comercial și apreciat de critici, „The Meaning of Life” nu este considerat în general ca fiind de aceeași calitate ca și predecesoarele sale. Mulți consideră că îi lipsește structura prezentă în Holy Grail și Life of Brian. Idle pretinde că a fost „la doar o editare distanță de perfecțiune”. Pitonii au vrut inițial să realizeze o editare finală, introducând un personaj principal (de genul regelui Arthur și al lui Brian) care să poată fi urmărit parcurgând vârstele omului. Cu toate acestea, Cleese a refuzat, deja obosit de lungul proces de scriere pentru film. 
Acesta a fost ultimul proiect la care au participat toți Pitonii, cu excepția compilației din 1989 „Parrot Sketch Not Included”, în care îi vedem pe Pitoni stând într-o debara timp de 4 secunde - ultima oară când Chapman a fost filmat alături de restul Pitonilor.

## Cariere solo
Fiecare membru a realizat proiecte de film și televiziune individuale după destrămarea grupului, dar au mai și colaborat. Multe dintre aceste colaborări au fost de succes, precum „Fawlty Towers” (scris de Cleese, cu el însuși în rol principal, alături de soția lui de atunci, Connie Booth) sau „A Fish Called Wanda” (1988), de asemenea scris de Cleese, în care a apărut alături de Michael Palin. Acest duo a apărut și în „Time Bandits” (1981), cu scenariul lui Gilliam și Palin, regizat de Gilliam. Tot Gilliam a regizat și a fost co-scenarist la „Brazil” (1985) și „The Adventures of Baron Munchausen” (1988), unde au apărut Palin, respectiv Idle. Gilliam a devenit acum regizor cult; de multe ori se străduiește să strângă fonduri pentru filmele sale, care au tendința să depășească bugetul și să eșueze la „box-office”. 
Palin și Jones au fost scenariști la seria comică „Ripping Yarns”, în care a apărut și Palin. Seria de travel de la BBC a lui Palin a avut parte de succes, precum și documentarele istorice ale lui Jones. Din punct de vedere cantitativ, Cleese a avut ce mai prolifică dintre carierele solo, apărând în 59 de filme dramatice, 22 emisiuni sau serii TV (inclusiv Cheers, 3rd Rock from the Sun, și Will & Grace), 23 de producții direct-to-video, șase jocuri video, și mai multe reclame. Idle a fost apreciat de critici pentru Rutland Weekend Television, iar la mijlocul anilor 1970 ca actor în „Nuns on the Run” (1990), alături de Robbie Coltrane. A ajuns pe locul 3 în Regatul Unit cu single-ul „Always Look on the Bright Side of Life” („Privește mereu latura frumoasă a vieții”). 

## Reuniuni post-Python
Ultima operă realizată de Pitoni împreună a fost „Sensul vieții”, în 1983. De atunci, au fost de multe ori subiectul unor zvonuri privind eventuala lor reuniune. Reuniunea finală a celor șase membri a avut loc cu ocazia specialului „Parrot Sketch Not Included - 20 Years of Monty Python” („Nu este inclus sketchul cu Papagalul - 20 de ani de Monty Python”). Moartea lui Chapman în 1989 (în ajunul aniversării lor de 20 de ani) părea să pună capăt speculațiilor privind reuniuni viitoare. Totuși au existat ocazii de atunci în care cei cinci membri s-au adunat împreună - dar nu în cadrul unor reuniuni formale.
În 1998 cei cinci membri rămași, alături de ceea ce s-a pretins a fi cenușa lui Chapman, s-au reunit pe scenă pentru prima oară în 18 ani. Ocazia a fost un interviu (gazda a fost Robert Klein, un alt invitat a fost Eddie Izzard), în care grupul a vizionat opere anterioare, și a reprezentat câteva sketchuri. Unul din cele mai memorabile momente ale spectacolului a fost pretinsa vărsare accidentală a cenușii lui Chapman - de către Gilliam - urmată de curățenia grăbită a covorului cu un mini-aspirator, o mătură și un făraș. O cantitate semnificativă de cenușă a fost „ascunsă” sub covor. 
Pe 9 octombrie 1999, pentru a comemora 30 de ani de la prima difuzare a Flying Circus, BBC2 a dedicat o seară emisiunilor Pitonilor, incluzând un documentar despre istoria echipei, amestecat cu noi sketchuri filmate special pentru eveniment; acest program este inclus (nu în totalitate) în DVD-ul „The Life of Python” („Viața lui Python”). Deși implicarea lui Idle în emisiunea specială a fost una limitată, sketchul final marchează unica dată, din 1989 încoace, în care toți membrii trupei rămași în viață au apărut într-un sketch, chiar dacă nu în aceeași cameră.
În 2002 patru membri ai Pitonilor, Eric Idle, Terry Jones, Michael Palin și Terry Gilliam, au interpretat „The Lumberjack Song” și „Sit on my face” pentru concertul în memoria lui George Harrison. Reuniunea i-a inclus pe Neil Innes și Carol Cleveland, dar și pe Tom Hanks.

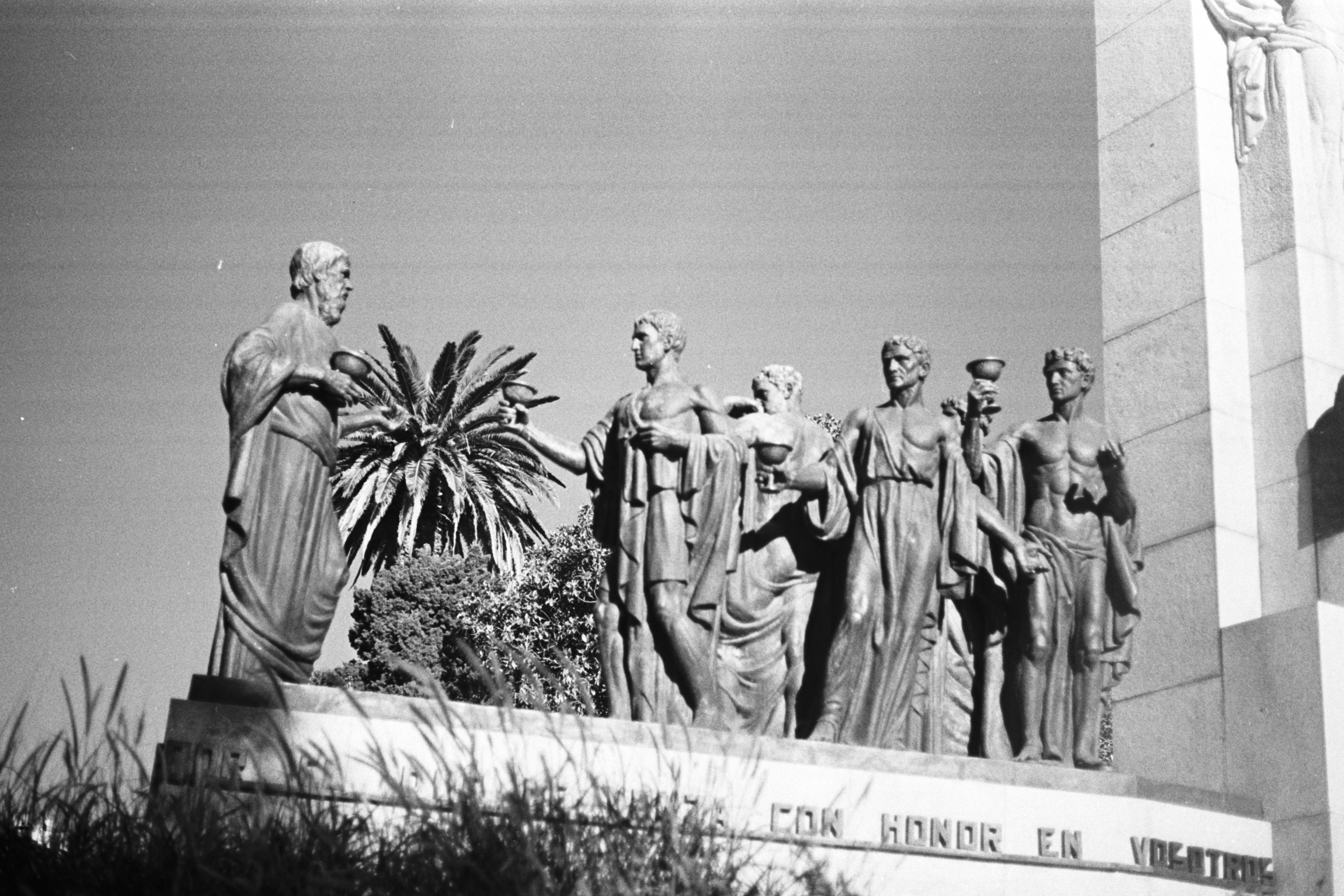
Pitonii într-o reuniune virtuală de pe DVD-ul „The Meaning of Life”

Într-un interviu ce avea drept scop reclama la noul DVD „The Meaning of Life”, Cleese a spus că o viitoare reuniune este foarte puțin probabilă. „Este absolut imposibil să ne aduci măcar pe majoritatea dintre noi într-o singură cameră, și nu glumesc”, a spus Cleese. A mai spus că problema era legată mai mult de afaceri decât de resentimente. 
Un sketch a fost introdus în același DVD pentru a sugera imposibilitatea unei reuniuni complete, aducându-i pe membri „împreună” într-o manieră intenționat neconvingătoare, cu ajutorul tehnicilor moderne bluescreen/greenscreen.
Idle a răspuns întrebărilor privind reuniunile Pitonilor adaptând o replică folosită de George Harrison pentru a răspunde celor preocupați de o reuniune Beatles. Întrebat în noiembrie 1989 asupra unei asemenea posibilități, Harrison a răspuns : „În ceea ce mă privește, nu va exista o reuniune Beatles atâta timp cât John Lennon va rămâne mort”. Versiunea lui Idle a fost că se aștepta să vadă o reuniune Python „cât de repede Graham Chapman învie dintre morți”, dar a adăugat „discutăm termenii cu agentul lui”.
„2003's The Pythons Autobiography By The Pythons”, compilat din interviuri ale membrilor supraviețuitori, a dezvăluit o serie de dispute din 1990 privind o continuare a „Monty Python and the Holy Grail” concepută de Idle, care a provocat o fiziune definitivă, Părerea lui Cleese a fost că „The Meaning of Life” a fost dificil din punct de vedere personal și până la urmă mediocru, și din acesta și alte motive nu a dorit să participe. În aparență Idle s-ar fi supărat pe Cleese datorită refuzului său de a participa la film, pe care ceilalți îl considerau promițător. Idle a refuzat să apară în ceea ce el a considerat o reuniune dominată de Cleese, câțiva ani mai târziu, și locul său a fost luat de Eddie Izzard.  
Fiecare membru a continuat să apară în filme regizate de alți foști colegi. Terry Gilliam i-a regizat pe Michael Palin, John Cleese, Terry Jones și Eric Idle în diverse filme nerelaționate cu Python, Graham Chapman a lucrat cu John Cleese și Eric Idle în „Yellowbeard”, în timp ce Michael Palin și John Cleese au lucrat împreună în filmele de succes „A Fish Called Wanda” și „Fierce Creatures”. Adaptarea lui Terry Jones din 1996 a „The Wind in the Willows” i-a adus împreună pe toți foștii Pitoni, cu excepția lui Terry Gilliam, care trebuia să-l joace pe The River, dar nu a găsit timp în agenda sa. Mai recent, „Shrek III” a fost realizat cu contribuția vocilor lui Cleese și Idle, deși nu au nici o scenă împreună - Cleese are un rol important, Idle e doar invitat. 
În martie 2005 a avut loc o nouă reuniune, ce-i drept fără interpretare, cu ocazia premierei filmului muzical al lui Eric Idle „Spamalot”, bazat pe „Monty Python and the Holy Grail”. Premiera a avut loc în Chicago, și a fost de atunci reprezentat pe Broadway sau în Toronto. În 2004, a fost nominalizat pentru 14 premii Tony, câștigând trei : Cel mai bun muzical, Cea mai bună regizare a unui muzical (pentru Mike Nichols) și Cea mai bună actriță în rol secundar într-un muzical (pentru Sara Ramirez, care a interpretat-o pe „Doamna Lacului”, un personaj adăugat special pentru muzical).  
Parțial datorită succesului lui „Spamalot”, PBS a anunțat pe 13 iulie 2005 că vor transmite seria Monty Python's Flying Circus, precum și un special de o oră care să se concentreze asupra fiecărui membru al grupului - „Monty Python's Personal Best”. Fiecare episod a fost scris și produs de persoana onorată, iar cei cinci rămași au colaborat la emisiunea dedicată lui Chapman.

## Pitonii

### Graham Chapman
Născut în Melton Mowbray, Leicestershire, Anglia, pe 8 ianuarie 1941, Chapman a fost inițial student la medicină, dar a trecut la teatru când s-a înscris în „Footlights” la Cambridge (dar a obținut până la urmă diploma de doctor). Chapman este amintit în special pentru rolurile principale în „The Holy Grail”, unde l-a interpretat pe regele Arthur, și în „Life of Brian”, unde a fost Brian Cohen.
Acele roluri au fost mai degrabă „normale”, dar în Flying Circus a tins să se specializeze în personaje mai apropiate de propria lui personalitate : în exterior figuri calme, autoritare, dar care de-abia ascund o imprevizibilitate maniacă. În multe feluri, Chapman a fost epitoma respectabilității de școală publică, un fumător de pipă înalt, căruia îi plăcea alpinismul și rugbyul. În același timp, era mândru să fie gay, foarte excentric (Douglas Adams își amintește că l-a văzut pe Chapman în pubul său local, lovind o bară cu penisul pentru a atrage atenția personalului), și, la începutul anilo 1970, un alcoolic care cauza problema celorlalți Pitoni. 
Chapman i-a înfuriat pe ceilalți jucând beat pe scenă, neintervenind la timp și uitând replici (obicei caracteristic spectacolelor târzii), și a avut probleme în special la filmarea lui Holy Grail în Scoția, unde a fost lovit de delirium tremens. La apogeul alcoolismului său, s-a spus că ajungea să consume doi litri de gin în fiecare zi. Când acceptat rolul lui Brian, a decis să înceteze cu băutura, și a fost sobru până la începerea filmărilor - prestația lui de atunci a fost poate cea mai reușită din întreaga carieră.
În afară de aparițiile în rândul Pitonilor, Chapman a mai apărut în filme precum „The Odd Job” (produs tot de el) și „Yellowbeard” (regizat de el), apărând de asemenea la „Saturday Night Live”. A murit de cancer spinal și la gât, pe 4 octombrie 1989. Este numit în prezent cu afecțiune de către Pitoni „the dead one” („cel mort”). La înmormântarea lui Chapman, Cleese a ținut discursul ireverent pe care a simțit că fostul său coleg și l-ar fi dorit : fiind prima persoană care a spus „shit” la televiziunea britanică, Cleese a anunțat că Chapman nu l-ar fi iertat niciodată dacă ar fi ratat ocazia de a deveni prima persoană care a spus „fuck” la o înmormântare. Mai departe, Cleese a recitat toate sinonimele pentru „a fi mort”, de la faimosul sketch „Dead Parrot”. Cleese a remarcat de asemenea într-un interviu cu Michael Parkinson că, referindu-se plin de afecțiune la tendința lui Chapman de a întârzia, Palin a remarcat la înmormântare „Graham Chapman este cu noi astăzi... sau măcar va fi în douăzeci și cinci de minute”. Lui Chapman i-au supraviețuit partenerul pe 24 de ani, David Sherlock, și fiul adoptiv, John Tomiczek, care mai târziu s-a căsătorit cu o fată din Statele Unite și a murit în 1992 din cauza unor probleme la inimă.

### John Cleese

Mersul caraghios

Născut pe 27 octombrie 1939 în Weston-super-Mare, North Somerset, Anglia, numele familiei lui Cleese era inițial „Cheese” („Brânză”). Tatăl său, însă, l-a schimbat în Cleese după ce s-a înrolat în armată în timpul primului război mondial. Cleese a studiat la Clifton College, Bristol, unde a început să prindă gustul actoriei, apărând în scenete locale. Cleese a ajuns apoi la Cambridge, unde l-a întâlnit pe viitorul partener de la Pitoni, Graham Chapman.  
Alături de animațiile lui Gilliam, cooperarea lui Cleese cu Chapman a avut drept rezultat cele mai întunecate și furioase momente ale Pitonilor, și multe dintre personajele sale sunt caracterizate de furia reprimată ce îl va caracteriza pe Basil Fawlty din „Fawlty Towers”. Mulți critici au făcut legătura cu nevroza mărturisită de Cleese (a vorbit despre ședințe de psihoanaliză). 
Spre deosebire de Palin și Jones, Cleese și Chapman chiar scriau împreună, în aceeași cameră; Cleese a pretins că parteneriatul lor a însemnat că el stătea cu pix și hârtie, făcând majoritatea muncii, în timp ce Chapman stătea tăcut în spate, venind din senin cu idei care de multe ori ridicau sketchurile la un nivel diferit. Un exemplu clasic în acest sens este „Dead Parrot”, gândit de Cleese ca o satiră la adresa serviciilor proaste, care inițial trebuia să implice un toaster stricat, apoi o mașină stricată (această versiune a fost de altfel interpretată și difuzată în cadrul specialului pre-Python „How To Irritate People” - „Cum să-i enervezi pe oameni”). Sugestia de a transforma obiectul stricat într-un papagal mort i-a aparținut lui Chapman, și a dat sketchului un aer suprarealist care l-a făcut memorabil.
Umorul lor a prezentat de multe ori oameni obișnuiți în situații obișnuite, comportându-se absurd fără nici un motiv aparent. Precum Chapman, fața de poker a lui Cleese, accentul de clasă medie și statura impunătoare l-au ajutat să pară convingător când a interpretat figuri autoritare - pe care le-a minat progresiv. Multe dintre personajele sale suferă de un tip de nebunie incipientă, dar rămân serioase, impasibile atunci când se comportă de o manieră ridicolă. Binecunoscut este că în „Ministry of Silly Walks” („Ministerul Mersurilor Caraghioase”) - de fapt scris de Palin și Jones - Cleese profită de statura sa pentru a juca rolul unui funcționar cu picioare lungi, care merge la servici realizând un mers elaborat în mod grotesc. 
Chapman și Cleese s-au specializat de asemenea în sketchuri în care două personaje expun argumente sofisticate, pe teme complet arbitrare, precum în „Magazinul de brânzeturi” sau „Papagalul mort”, și, probabil cel mai notabil, în „argument sketch” („sketchul argumentărilor”), unde Cleese interpretează un birocrat cu față de piatră, angajat să stea la un birou și să îi antreneze pe oameni într-o pălăvrăgeală trivială care inevitabil ajungea să-i enerveze. Toate aceste roluri erau opusul celor ale lui Palin (cu care Cleese spune adesea că lucrează cel mai bine dintre Pitoni) - contrastul comic între agresivitatea nebunească a impunătorului Cleese, și șovăiala inofensivă a micuțului Palin, este o caracteristică importantă a emisiunilor. Uneori, tipica dinamică Cleese-Palin este inversată, precum în „Fish Licence”, unde Palin îl joacă pe birocratul pe care Cleese încearcă să îl convingă (deși tot Cleese îl joacă pe „lunaticul” dintre cei doi).
După Cleese a fost numită o specie de lemurian - Avahi cleesei (sau „lemurianul cu blană al lui Cleese”). Asta a venit drept recunoaștere pentru promovarea de către el a chestiunilor legate de mediul înconjurător, în urma lansării filmului său „Fierce Creatures” („Creaturi fioroase”), în care apare un astfel de animal, și a „Operațiunii Lemurian cu John Cleese”, care a scos în evidență suferința lor pe insula Madagascar - habitatul lor natural. 
Cleese l-a interpretat recent pe asistentul lui Q („R”), și apoi pe Q însuși, în filmele James Bond. A lucrat de asemenea la Shrek 2, și a apărut în primele două filme „Harry Potter” (ca „Nick aproape fără cap”), în „Rat Race”, și în mai multe emisiuni Saturday Night Live. A fost de asemenea vocea regelui din Shrek al treilea, la care a participat și Pitonul Eric Idle.

### Terry Gilliam
Gilliam, născut în Minneapolis, Minnesota, SUA, pe 22 noiembrie 1940, este singurul membru non-britanic al trupei - deși în prezent e cetățean britanic. A început ca desenator de benzi desenate și creator de animații la revista „Help!” al lui Harvey Kurtzman, care într-un număr l-a prezentat pe Cleese. Ajungând în Anglia, a contribuit cu animații la „Do Not Adjust Your Set”, alăturându-se celor de la Monty Python când grupul s-a închegat. 
A fost artistul-animator al desenelor sale animate suprarealiste specifice, care interconectau sketchurile, și a definit limbajul vizual al grupului în alte medii (precum în coperți de discuri sau de cărți, secvențele de titlu ale filmelor). Arta lui e caracterizată de schimbări suave și forme rotunjite ciudate, cu fundaluri și decupări mobile din fotografii vechi, de multe ori din era victoriană. Stilul a fost imitat de mai multe ori de-a lungul anilor : în desenul animat pentru copii „Angela Anaconda”, în reclame pentru „Guiness”, desenele JibJab prezentate la „The Tonight Show with Jay Leno”, benzile desenate online „The New Adventures Of Queen Victoria”, și seria de documentare istorice „Terry Jones' Medieval Lives”. Secvența introductivă la „Desperate Housewives” și vizitele la tărâmul viilor în „Grim Fandango” sunt de asemenea „gilliamesque”. Stilul de animație folosit de South Park a fost inspirat de desenele decupate ale lui Gilliam pentru Monty Python's Flying Circus. Mai recent, episoade din emisiunea de pe Food Network „Good Eats” au inclus segmente de legătură gilliamesque.   
În afară de a lucra la animațiile pentru Flying Circus, a apărut de asemenea în unele sketchuri, deși rareori în rol principal. A jucat de multe ori roluri pe care nu le voia nimeni (în general fiindcă era nevoie de mult machiaj și costume incomode, precum un cavaler în armură care să termine sketchurile lovind personajele în cap cu o găină jumulită) și a avut mai multe roluri minore în filme, precum scutierul Patsy în „Monty Python and the Holy Grail” sau temnicerul din „Life of Brian”.
A co-regizat Monty Python and The Holy Grail și unele secvențe scurte din alte filme ale Pitonilor (de exemplu „The Crimson Permanent Assurance”, filmul scurt care apare înainte de The Meaning of Life). Gilliam a ajuns să fie un regizor de film imaginativ și apreciat pentru filme precum „Brazil”, „Twelve Monkeys” sau „Fear and Loathing in Las Vegas”.

### Eric Idle

Eric Idle ca omul enervant din „Nudge Nudge”

Idle s-a născut pe 29 martie 1943 în South Shields, Tyne and Wear, Anglia. Când Monty Python s-a format, existau două parteneriate pentru scenariu : Cleese și Chapman, Jones și Palin. Gilliam lucra singur datorită naturii muncii sale, dar și Idle lucra singur.  
Idle a fost mulțumit să fie considerat singuraticul grupului, preferând să scrie singur, în ritmul său, deși uneori a fost dificil să-și prezinte materialul celorlalți, și să-l facă să pară amuzant, fără ajutorul unui partener. Cleese a admis că era oarecum injust - când echipa vota ce sketchuri ar trebui să apară în spectacol, „el avea un singur vot”, dar a mai spus că „Idle e o persoană independentă, care lucrează cel mai bine singură”. Idle însuși a admis că era uneori dificil : „Trebuia să-i convingi pe alți cinci. Și nu erau cei mai puțin egoiști dintre scriitori”. 
Munca lui Idle la Python este caracterizată adesea ca o obsesie pentru limbă și comunicare : multe dintre personajele sale prezintă peculiarități verbale, precum omul care vorbește în anagrame, omul care spune cuvintele în ordinea greșită, și măcelarul care este alternativ politicos și prost-crescut. Mai multe din sketchurile sale presupun monologuri extinse (de exemplu omul care nu vrea să înceteze să vorbească despre experiențele neplăcute din concedii anterioare), și a ironizat adesea limbajul nenatural al prezentatorilor TV. În plus, precum Michael Palin, Idle este maestrul personajelor nesincere, de la Timmy Williams la Stig O'Tracy, care încerca să convingă că Dinsdale Piranha, șef al crimei organizate, își bătuse capul în cuie în podea. 
Unul dintre membrii tineri ai grupului - un an în urma lui Cleese și Chapman la Cambridge, Idle a avut spiritul cel mai apropiat de studenții și adolescenții care reprezentau majoritatea fanilor Pitonilor. Nu e surprinzător că sketchurile Pitonilor care fac referire la obsesii contemporane precum muzica pop, permisivitatea sexuală și drogurile recreaționale sunt opera lui Idle, caracterizate adesea de ambiguitate, referințe sexuale, și alte teme „obraznice” - faimos este sketchul „Nudge Nudge”. 
Un chitarist competent, Idle a compus cele mai faimoase piese ale grupului, de exemplu cântecul care încheie „Life of Brian”, „Always Look on the Bright Side of Life”, care a ajuns o melodie specifică Pitonilor. A compus de asemenea „Galaxy Song” din „The Meaning Of Life” și, alături de Cleese, „Eric The Half-A-Bee”, un cântec subtil care a fost inclus în „Monty Python's Previous Record”. 
De la Python, Idle a fost protagonist în propriul serial de succes, „Rutland Weekend Television”, și în co-creatul „The Rutles”, o parodie Beatles, alături de Neil Innes, o reunire, în mare parte, a oamenilor de la Monty Python și Saturday Night Live. A avut roluri minore în filme variind de la „South Park: Bigger, Longer & Uncut” la „National Lampoon's European Vacation”, la „102 Dalmatians”, apărând în emisiuni precum „The Simpsons”, „MADtv” sau „Saturday Night Live”. A fost de asemenea, în 1996, protagonistul unui joc point-and-click de calculator, „Discworld”, pentru care a fost vocea lui „Rincewind”. A continuat să compună cântece umoristice, inclusiv pentru sitcomul BBC „One Foot In The Grave” („Un picior în groapă”). În anii 1990, Idle a apărut în ultimul sezon al sitcomului american „Suddenly Susan”, ca publicistul egocentric și spiritual Ian Maxtone-Graham, alături de Brooke Shields și Kathy Griffin. 
Cariera solo a lui Idle a intrat pe o pantă descendentă în anii 1990, cu eșecurile filmelor „Splitting Heirs” (1993) și „Burn Hollywood Burn” (1998), care a „câștigat premiul” pentru „Cel mai prost film al anului”. Și-a revigorat cariera întorcându-se la sursa succesului său din anii 1970 - a adaptat material de la Monty Python pentru alte tipuri de media. Este autorul muzicalului premiat cu Tony „Spamalot”, bazat pe filmul Holy Grail. A colaborat de asemenea cu John Du Prez la muzica pentru showul său. A mai compus un muzical derivat din Monty Python, „Not the Messiah”, care a avut premiera în vara lui 2007. A avut un rol minor în Shrek al treilea, alături de fostul său coleg John Cleese.

### Terry Jones

Terry Jones ca „Mr.Creosote”

Jones s-a născut pe 1 februarie 1942, în Colwyn Bay, North Wales. Cel mai temperat dintre Pitoni, rareori s-a bucurat de aceeași atenție ca restul Pitonilor, dar a fost descris de către colegii săi ca fiind „inima” echipei. Biograful Pitonilor, George Perry, a comentat că dacă „vorbești cu el pe teme atât de diverse precum combustibilii fosili, Rupert Bear, sau mercenarii din Evul Mediu sau China modernă... în scurt timp te vezi depășit fără speranță de cunoștințele sale”. Mulți au fost de acord că Jones e caracterizat de entuziasmul său binevoitor de nestrămutat, probabil motivul pentru care a pledat întotdeauna pentru menținerea grupului. Cu toate acestea, pasiunea lui Jones a dus de multe ori la lungi discuții în contradictoriu cu ceilalți membri ai grupului - în special cu Cleese - și Jones rareori accepta să se retragă. 
Una din preocupările timpurii ale lui Jones a fost găsirea unui format original pentru showul Pitonilor, și în primul rând Jones a fost cel care a dezvoltat stilul „flux al conștiinței”, care a dus la abandonarea glumei finale și a încurajat trecerea fluidă de la un sketch la altul - permițând umorului conceptual al echipei să „respire”. Jones a obiectat de asemenea împotriva folosirii filmului „sped-up”, muzicii prea emfatice, și stilului static al camerelor de filmat, și a început să fie interesat de regizarea spectacolelor. Mai târziu a regizat filmele „Monty Python and the Holy Grail”, „The Life of Brian”, și „Monty Python's Meaning of Life”, dezvoltând un stil vizual care lăsa protagoniștilor „spațiu”; de exemplu, prin folosirea cadrelor ample pentru schimburile de replici prelungite, și uzul economicos al muzicii. Cum a fost demonstrat în sketchurile sale și ale lui Palin, Jones era interesat în efectul vizual al comediei, considerând că locațiile interesante augmentau umorul, nu distrăgeau atenția. Metodele sale i-au încurajat pe mulți viitori comici să rupă cu stilul de filmare legat de studio, și asta s-a văzut în showuri din secolul XXI precum „Green Wing”, „Little Britain” sau „The League of Gentlemen”.
Dintre contribuțiile lui Jones ca interpret, rolurile sale de femei între două vârste, cu voci ascuțite, sunt poate cele mai memorabile. Umorul său, alături de cel al lui Palin, tinde să fie mai degrabă conceptual; un sketch tipic Palin/Jones își datorează umorul absurdității scenariului. De exemplu, în „Competiția rezumă-l pe Proust”, Jones joacă rolul unui prezentator caraghios, care oferă concurenților 15 secunde pentru a rezuma opera lui Proust În căutarea timpului pierdut; în sketchul „Mouse Organ”, are rolul unui om în frac care folosește ciocane pentru a lovi șoareci care au fost antrenați să chițăie la o anumită frecvență, și dacă erau loviți corespunzător ajungeau să reproducă melodia „Bells of St. Mary”. În ambele cazuri, umorul decurge din însăși absurditatea ideii. Jones a fost de asemenea apreciat pentru talentul său de comic chaplinesque, demonstrat de exemplu în sketchul „Dezbrăcatul în public”.
În 2004, Jones a fost prezentator și actor în miniseria BBC „Terry Jones' Medieval Lives”. A regizat și a fost protagonist în „Erik the Viking”, iar în 2006 a prezentat o serie pe BBC2 intitulată „Terry Jones' Barbarians”, în care a vorbit și despre daci.
Din moment ce majoritatea contribuțiilor sale au fost din spatele scenei (regizare, scenariu), și ca actor a fost oarecum diferit de ceilalți membri ai grupului, contribuția lui Jones la Monty Python a fost deseori subestimată. Literatura recentă legată de fenomenul Python a pus accent pe rolul său important în menținerea unității și independenței creative a grupului. A fost diagnosticat cu cancer la intestin în octombrie 2006.

### Michael Palin

Michael Palin și Connie Booth în „Cântecul tăietorului de lemne”

Născut pe 5 mai 1943, în Sheffield, South Yorkshire, Anglia. Cel mai tânăr dintre Pitoni (la câteva săptămâni de Idle), Palin este numit deseori cu afecțiune „the nice one” („cel drăguț”, „cel amabil”). A studiat la Oxford, unde l-a întâlnit pe partenerul său la scenarii Terry Jones. Cei doi au scris împreună și pentru serialul „Ripping Yarns”. Palin și Jones au scris inițial „face-to-face”, dar în curând și-au dat seama că era mult mai productiv să scrie separat și să se reunească apoi pentru a reviza ce a scris fiecare. Prin urmare, skethcurile lui Palin și Jones tindeau să fie mai concentrate decât celelalte, luând o situație bizară, ilară, rămânând la ea și dezvoltând-o. 
Aceste sketchuri prezintă situații cotidiene : discuții obișnuite într-o sală de așteptare; cinatul în oraș, cu introducerea unui element neașteptat : cardinalii Inchiziției spaniole, sau un om incredibil de supraponderal, cu numele ciudat de familie „Creosote”. De aici, Palin și Jones încep să creeze în cadrul mediului stabilit, ducând acțiunea la extreme logice sau ilogice : ospătarul (Cleese) îi oferă domnului Creosote mâncare până când acesta chiar explodează, îngropându-i pe ceilalți clienți în vomă; sau încercând să tortureze bătrânele inocente cu perne și scaune confortabile.  
În anii recenți, Palin a fost protagonistul unei serii de documentare de călătorii de la BBC, în care a vizitat mai multe - de cele mai multe ori izolate - localuri, în mod normal cu o rută prestabilită; de exemplu seria „Pole to Pole” („De la pol la pol”) și cea sponsorizată de BBC „Around the World in Eighty Days”, unde a mers pe drumul urmat de Phileas Fogg în romanul lui Jules Verne „Înconjurul lumii în 80 de zile”. A fost protagonist de asemenea în filmele lui Gilliam „Brazil” și „Time Bandits”, fiind de asemenea gazda „Saturday Night Live”. În special datorită documentarelor sale, Palin a devenit una dintre personalitățile TV cele mai apreciate în Marea Britanie. A fost votat de asemenea cel mai chipeș Piton de către public.

### Pentru aprofundarea subiectului
- Landy, Marcia (2005). Monty Python's Flying Circus. Wayne State University Press. ISBN 0-8143-3103-3.